# Havelock, Iowa
Havelock är en ort i Pocahontas County i Iowa. Vid 2020 års folkräkning hade Havelock 130 invånare.